# Treblinka

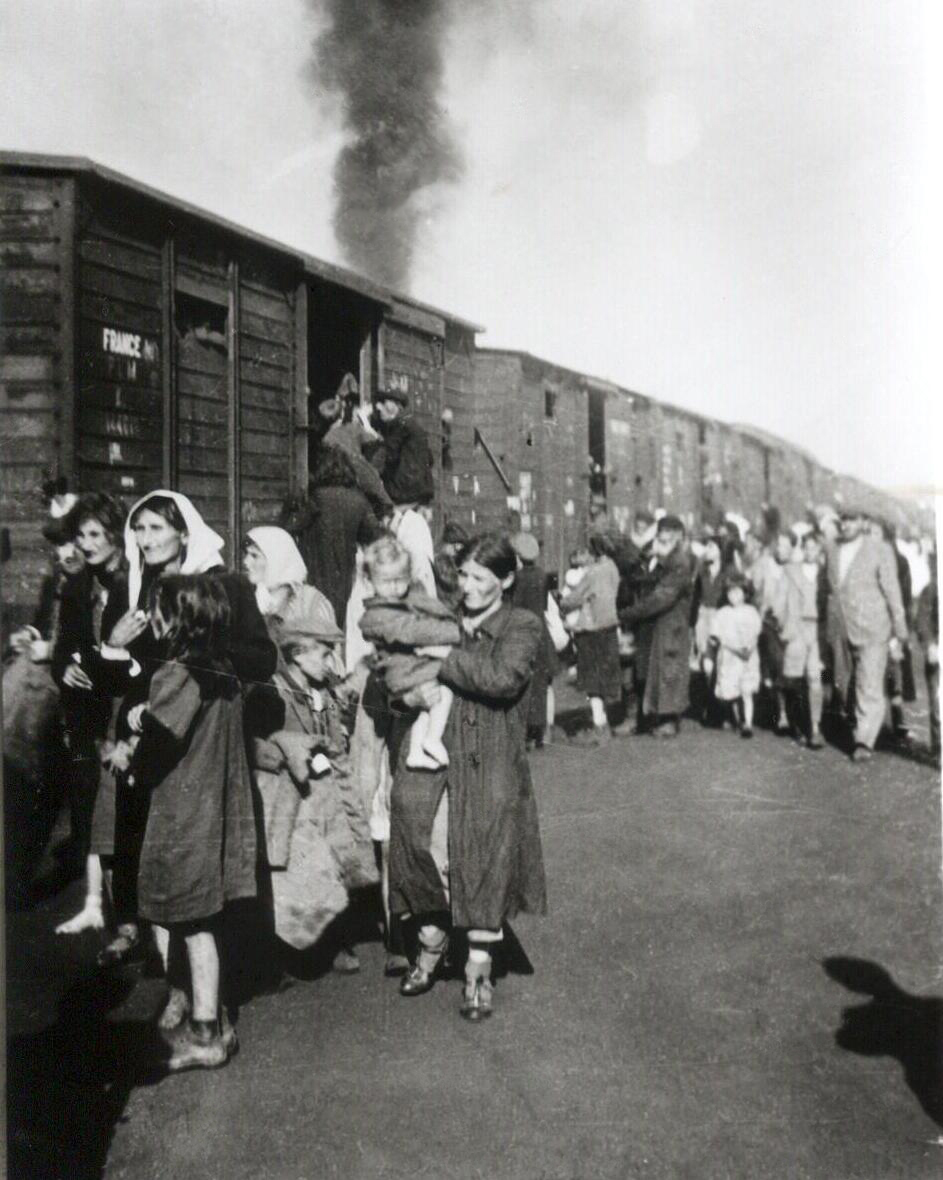
Deportação de judeus para Treblinka.

Treblinka foi o quarto campo de extermínio alemão onde judeus foram exterminados em câmaras de gás alimentadas por motores a explosão localizado nos arredores da cidade de Treblinka, na Polônia ocupada pelos alemães. Também foi o primeiro campo de morte alemão onde ocorreu a cremação dos cadáveres a fim de ocultar o número de pessoas mortas. Neste campo foi criado um sistema de trabalho (sonderkommando) onde os judeus eram incumbidos de receber os comboios que chegavam, conduzir os deportados para as câmaras de gás, retirar os cadáveres, extrair os dentes de ouro, e proceder a cremação. Este campo foi dividido pelos alemães em dois campos menores, onde em um deles os prisioneiros somente se ocupavam do extermínio e recuperação de objetos, e um segundo campo onde os prisioneiros só se ocupavam da retirada dos cadáveres e cremação.
Para o funcionamento do campo, os prisioneiros foram divididos por os alemães em "castas" que se compunham de um "comandante" judeu do campo, que tinha como função coordenar o trabalho dos outros prisioneiros. Para isso ele contava com a assistência de outros prisioneiros chamados de "kapos" que comandavam pequenos grupos chamados de comandos, cada um com funções distintas, como por exemplo comando da limpeza, que tinha como função manter o campo limpo, comando de lenhadores que tinha como função desbastar os bosques que existiam em torno do campo e assim por diante.
Foi em Treblinka que ocorreu, em 1943, uma revolta dos prisioneiros onde sobreviveram aproximadamente 15 pessoas.
Durante o período em que ficou em operação, entre julho de 1942 e outubro de 1943, cerca de 700 000 a 1 000 000 pessoas foram exterminadas em Treblinka.
|  |  |  |